# Yoshinori Nishi
Yoshinori Nishi (西良典 Nishi Yoshinori?) (Shin-Kamigoto, Nagasaki; 19 de julio de 1955) es un artista marcial y luchador profesional japonés, conocido como el fundador de la prestigiosa escuela de artes marciales mixtas Wajyutsu Keisyukai. Aprendiz de Masahiko Kimura, Nishi posee una larga carrera en Daido-juku, y ha competido en una gran variedad de entornos, entre los que destaca el Vale Tudo Japan y la Lumax Cup.

## Carrera
Nishi comenzó su andadura en las artes marciales entrenando con la leyenda del judo Masahiko Kimura. En 1983, se cambió a la escuela de kárate Kyokushinkai, y más tarde aprovechó estos dos trasfondos para unirse a la floreciente escuela Daido-Juku, a las órdenes de Takashi Azuma. Tras ganar dos veces el torneo de peso abierto de esta promoción, Nishi fundó el dojo de Wajyutsu Keisykai, donde inicialmente enseñaba el mismo arte del kudo que se practicaba en Daido-juku. Esta época coincidió con un período de éxito para él, compitiendo exitosamente en la empresa de lucha libre profesional Fighting Network RINGS y ganando el torneo de artes marciales mixtas Lumax Cup de 1994. Más tarde, Nishi fue elegido para representar al kudo en el Vale Tudo Japan, donde se vería las caras con el maestro de jiu-jitsu brasileño Rickson Gracie, pero Yoshini fue derrotado fácilmente por su oponente y fue eliminado. Reflexionando sobre esta derrota, Nishi cambió el modelo de enseñanza de Wajyutsu Keisyukai y lo expandió hasta abarcar las artes marciales mixtas completas. En 1994, Nishi pasó a ser miembro de la New Japan Kickboxing Federation. 

## Campeonatos y logros
- Daido-juku
  - Hokutoki Openweight Tournament (1984)
  - Hokutoki Openweight Tournament (1985)

- Lumax Cup
  - Tournament of J'94 (1994)

## Récords

### Artes marciales mixtas
| Resultado | Récord | Oponente          | Método                      | Evento                                 | Fecha                   | Ronda     | Tiempo | Localización    | Notas |
| --------- | ------ | ----------------- | --------------------------- | -------------------------------------- | ----------------------- | --------- | ------ | --------------- | ----- |
| Derrota   | 5-3-1  | Hideki Tadao      | Sumisión (cross armbar)     | Kushima's Fight 4                      | 23 de febrero de 2003   | 2         | 1:01   | Nagasaki, Japón |       |
| Derrota   | 5-2-1  | Yuji Hisamatsu    | Decisión (unánime)          | Kushima's Fight 1                      | 16 de diciembre de 2001 | 2         | 5:00   | Nagasaki, Japón |       |
| Empate    | 5-1-2  | Takayuki Okada    | Empate                      | S - Samurai 2000                       | 22 de octubre de 2000   | 2         | 5:00   | Tokio, Japón    |       |
| Victoria  | 5-1-1  | Max Raikedal      | Sumisión (cross armbar)     | Japan Extreme Challenge Vale Tudo Open | 28 de mayo de 1997      | 3         | 1:11   | Tokio, Japón    |       |
| Derrota   | 4-1-1  | Rickson Gracie    | Sumisión (rear naked choke) | Vale Tudo Japan 1994                   | 29 de julio de 1994     | 1         | 2:58   | Tokio, Japón    |       |
| Victoria  | 4-0-1  | Takeshi Tanaka    | Decisión (unánime)          | Lumax Cup - Tournament of J'94         | 23 de abril de 1994     | 2         | 4:00   | Tokio, Japón    |       |
| Victoria  | 3-0-1  | Kazutaka Sumimoto | Sumisión (cross armbar)     | Lumax Cup - Tournament of J'94         | 23 de abril de 1994     | 1         | 2:47   | Tokio, Japón    |       |
| Victoria  | 2-0-1  | Takeshi Ono       | Sumisión (double underhook) | Lumax Cup - Tournament of J'94         | 23 de abril de 1994     | 1         | 3:58   | Tokio, Japón    |       |
| Victoria  | 1-0-1  | Peter Dijkman     | Sumisión (cross armbar)     | RINGS - Mega Battle V                  | 25 de junio de 1992     | 1         | 1:51   | Sendai, Japón   |       |
| Empate    | 0-0-1  | Willie Peeters    | Empate                      | RINGS - Mega Battle 3rd Izakuchi       | 3 de abril de 1992      | 5 y extra | 3:00   | Tokio, Japón    |       |

### Kickboxing
| Resultado | Récord | Oponente  | Método        | Evento                       | Fecha                    | Ronda | Tiempo | Localización | Notas |
| --------- | ------ | --------- | ------------- | ---------------------------- | ------------------------ | ----- | ------ | ------------ | ----- |
| Derrota   | 0-1    | Rob Kaman | KO (puñetazo) | AJKF Inspiring Wars Heat-928 | 28 de septiembre de 1990 | 1     | 1:51   | Tokio, Japón |       |

### Luchas de exhibición
| Resultado | Récord | Oponente      | Método | Evento                         | Fecha                 | Ronda | Tiempo | Localización | Notas |
| --------- | ------ | ------------- | ------ | ------------------------------ | --------------------- | ----- | ------ | ------------ | ----- |
| Empate    | 0-0-1  | Satoru Sayama | Empate | Lumax Cup - Tournament of J'95 | 13 de octubre de 1995 | 1     | 5:30   | Tokio, Japón |       |